# (6378) 1987 SE13
(6378) 1987 SE13 (1987 SE13, 1992 OL7) — астероїд головного поясу, відкритий 27 вересня 1987 року.
Тіссеранів параметр щодо Юпітера — 3,176.